# Římskokatolická farnost Cetkovice
Římskokatolická farnost Cetkovice je územní společenství římských katolíků v obci Cetkovice s farním kostelem svatého Filipa a Jakuba. Farnost je součástí boskovického děkanství v rámci brněnské diecéze. Do farnosti patří kromě Cetkovic ještě Světlá a Uhřice.

## Historie farnosti
Cetkovický kostel sv. Filipa a Jakuba byl postaven v letech 1699 až 1700. Vystavěn byl pravděpodobně na místě, kde dříve stával dřevěný kostel. Od vybudování tohoto kostela zde nadále působili administrátoři dosazovaní sem premonstrátským klášterem v Olomouci. Nevýhodou však bylo, že se téměř každého roku měnili. Po zrušení kláštera vykonávali duchovní správu ve farnosti diecézní kněží.

## Duchovní správci
- Thaddeus Basileus Wallon (1788–1812)
- Melchior Rozsypal (1812–1823)
- Vavřinec Mucha (1824–1828)
- Ondřej Růžička (1829–1836)
- Antonín Stettner (1836–1856)
- Josef Hrbáček (1856–1885)
- Josef Kopecký (1885–1896)
- Josef Kučera (1896–1912)
- František Pavlíček (1912–1924)
- František Zřídkaveský (1925–1933)
- páter Tuček (1933–1934)
- Arnold Zemánek (1934–1957)
- Miroslav Čech (1957–1959)
- František Blažek (1959–1972)
- Rudolf Pazourek (1972–1995)
- Karel Slanina (1995–2003)[1]
- Pavel Kopecký (?–2009, administrátor)
- Jan Hodovský (od 2009)[2]

## Bohoslužby
| Kostel                         | Místo     | Bohoslužba (den)                                 | Hodina                                                                                | Poznámka     |
| ------------------------------ | --------- | ------------------------------------------------ | ------------------------------------------------------------------------------------- | ------------ |
| kostel svatého Filipa a Jakuba | Cetkovice | neděle pondělí úterý středa čtvrtek pátek sobota | 10.00 16.30 zimní čas)/18.30 (letní čas) 7.00 16.30 zimní čas)/18.30 (letní čas) 7.00 | farní kostel |

## Kněží pocházející z farnosti
Rodákem z farnosti, konkrétně ze Světlé, byl významný český kněz a církevní historik Alois Krchňák, z Cetkovic pak pocházeli Josef Koutný a Alois Ambroz.

## Aktivity ve farnosti
Den vzájemných modliteb farností za bohoslovce a bohoslovců za farnosti brněnské diecéze i Adorační den připadá na 11. prosince. V roce 2014 se farnost zapojila do projektu Noc kostelů.
Ve farnosti se pravidelně pořádá tříkrálová sbírka. V roce 2017 dosáhl výtěžek sbírky v Cetkovicích 26 652 korun. Při sbírce v roce 2019 se vybralo 28 550 korun.
Premiérový farní ples uspořádala cetkovická farnost v únoru 2019.
Dne 24. března 2019 ve farnosti uděloval svátost biřmování biskup Pavel Konzbul.

## Fotogalerie

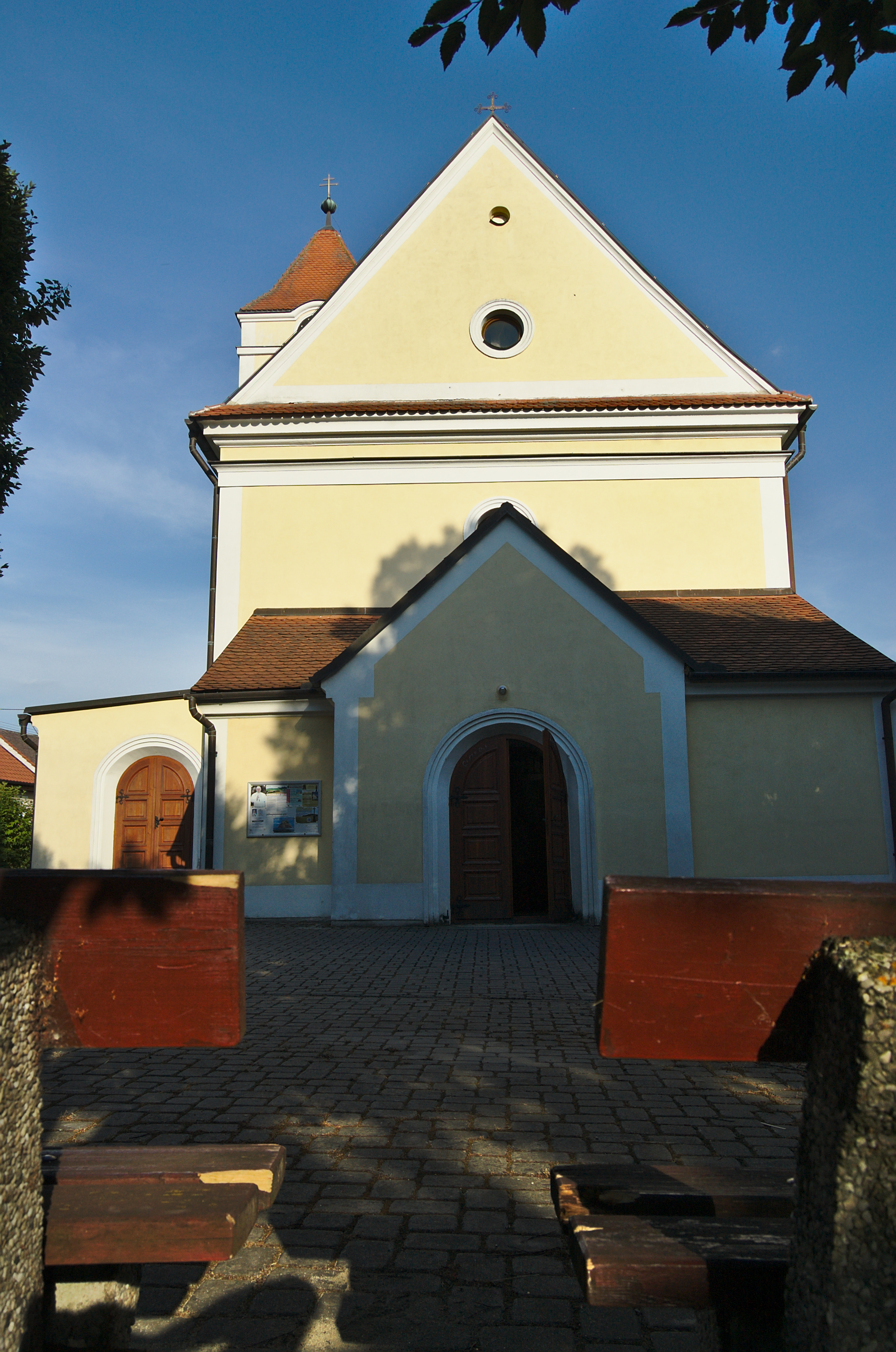
Kostel svatých Filipa a Jakuba - zadní pohled, Cetkovice
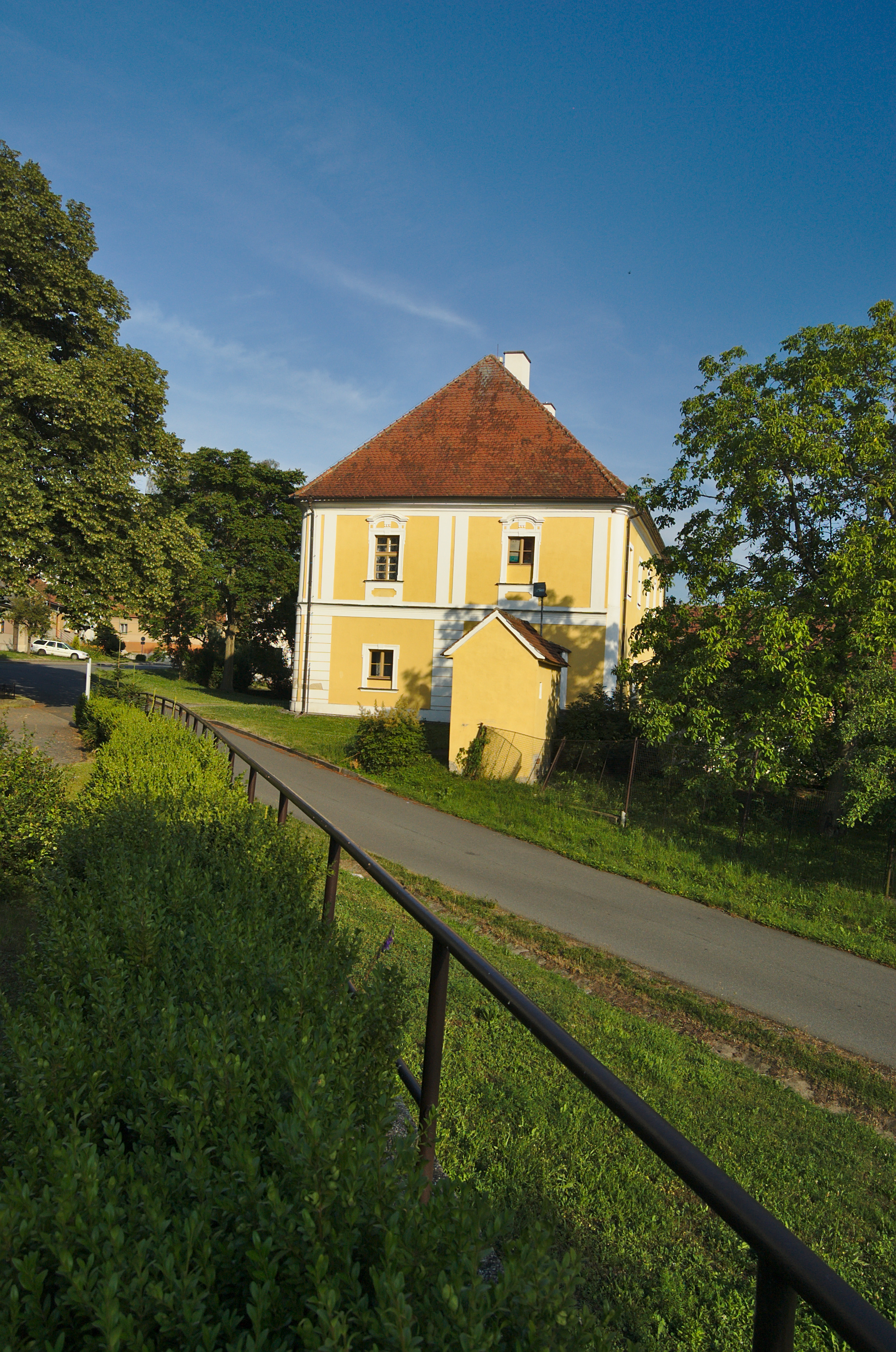
Fara, Cetkovice
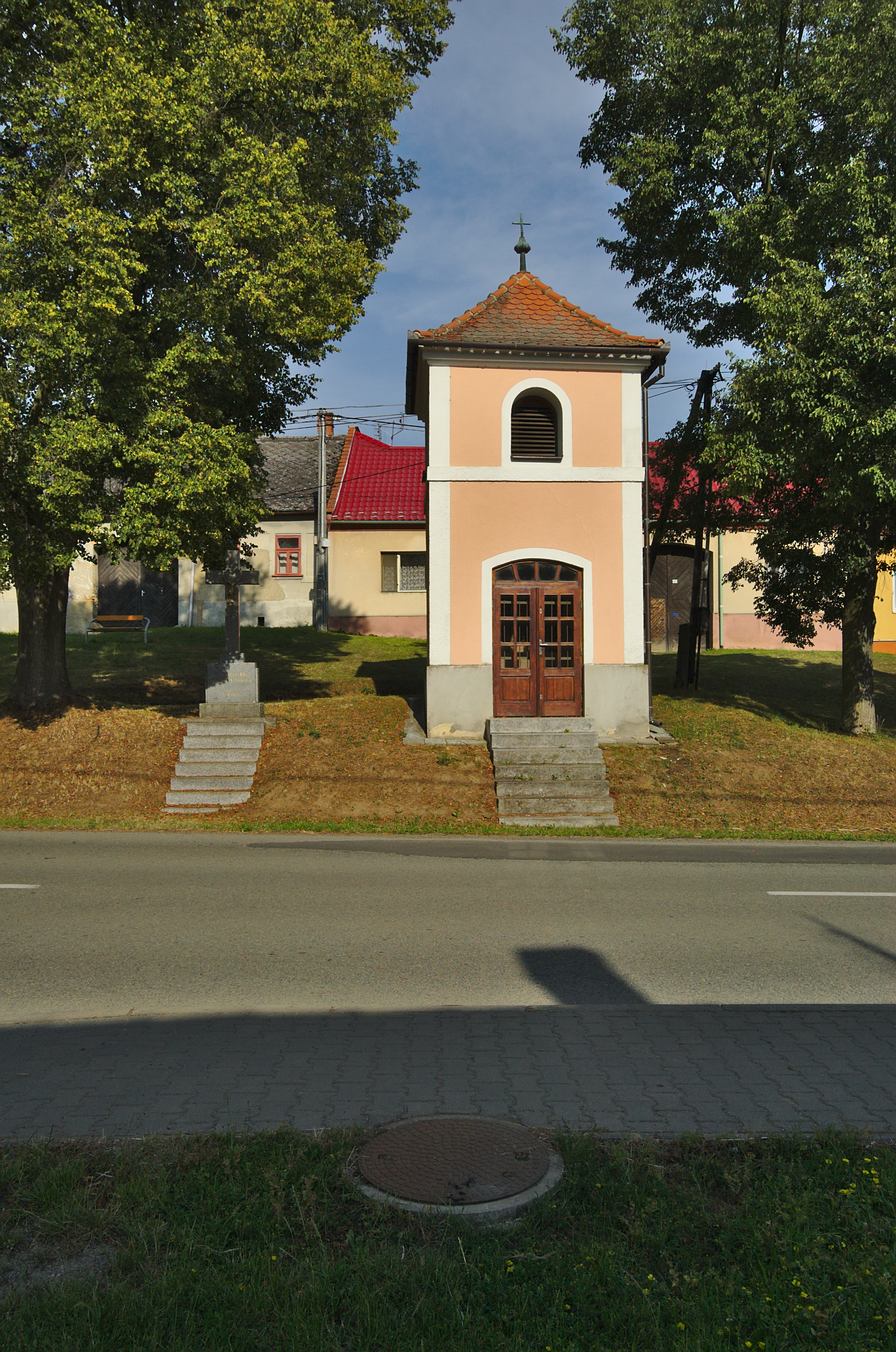
Zvonice, Uhřice